# Thalassodes effata
Thalassodes effata är en fjärilsart som beskrevs av Louis Beethoven Prout 1916. Thalassodes effata ingår i släktet Thalassodes och familjen mätare. Inga underarter finns listade i Catalogue of Life.